# Leif Nilsson (innebandyspelare)
Leif Bertil Ingemar Nilsson, född 1966, är en innebandyspelare som spelat i klubben Haninge IBK och även i Sveriges herrlandslag i innebandy, i vilket han hade rollen som målvakt.